# Sputnjik (časopis)
Sputnjik (ruski: Спутник) je bio mjesečni sovjetski dajdžest časopis koji je izlazio od 1967. do 1991. godine. Bio je prvi sovjetski dajdžest. Izdavala ga je izdavačka kuća „Novosti“ (ruski: Агентство печати «Новости»). U inozemstvu distrubirala ga je Medžunarodna knjiga (ruski: Международная книга). Izlazio je na češkome, engleskome, francuskome, mađarskome, njemačkome, ruskome i španjolskome. Prvobitno je bio dizajniran za distribuciju u inozemstvu, no od 1987. godine neki su brojevi distribuirani u samom SSSR-u.
Sputnjik je trebao biti sovjetska verzija američkog Reader's Digesta. U Sputnjiku su izlazile vijesti iz sovjetskih novina na manjem papiru i veličini. Radi lakše čitljivosti materijali unutar Sputnjika su podijeljeni u tematske rubrike. Neko vrijeme su se na kraju broja nalazile lekcije ruskoga jezika, bajke i kulinarski recepti naroda SSSR-a.
Iako je Sputnjika sovjetska vlada već cenzurilala, ponekad su ga cenzurilale i druge zemlje koje nisu bile u najboljim odnosima s Kremljom, pogotvo zbog neovisnijeg tona tijekom glasnosti, a najzapaženiji primjeri su bili Istočna Njemačka u studenom 1988. i Kuba 1989. godine.

## Vanjske poveznice
- Nekoliko brojeva Sputnjika od 1968. – 1974.
- Izdanje za prosinac 1982. godine  Arhivirana inačica izvorne stranice od 4. prosinca 2019. (Wayback Machine) (60. godišnjica SSSR-a)